# 江竜橋
江竜橋（こうりゅうばし）は、北海道滝川市と雨竜郡雨竜町の間の石狩川および雨竜川に架かる北海道道279号江部乙雨竜線の道路橋梁。

## 地理
全長807m。石狩川と雨竜川の合流地点のすぐ上流に架かっている。
石狩川の河口より数えて15番目に位置する橋であり、上流側には函館本線の鉄道橋（第一石狩川橋梁）と、その上流には妹背牛橋が、下流側には平成橋が架かっている。

## 歴史
1965年9月18日に竣工した初代の橋は歩道がなく、大型車の離合に困難をきたすなど狭隘であったため、現橋のすぐ下流側に新たな橋を作る架替工事が進められ、2012年より新橋に切り替えられた。